# Королевская строфа
Королевскaя строфа (англ. rhyme royal) — aнглийскaя строфа из семи строк, написанная ямбическими пентаметрами по схеме ababbcc. Была очень популярна в XIV и XV веках. Первым её использовал Джефри Чосер. Этой строфой Уильям Шекспир написал поэмы «Обесчещенная Лукреция» и «Жалоба влюблённой».
Стихи и поэмы, написанные королевской строфой:
Джефри Чосер, Троил и Крессида
Томас Уайетт, They flee form me
Эдмунд Спенсер, An Hymn Of Heavenly Beauty
Эдмунд Спенсер, An Hymn In Honour Of Beauty
Уильям Шекспир, Обесчещенная Лукреция
Уильям Шекспир, Жалоба влюблённой
Джон Мильтон, On the Morning of Christ’s Nativity
Джон Мильтон, On the Death of a Fair Infant Dying of a Cough
Эмма Лазарус, Epochs (частично)
Уильям Моррис, The Earthly Paradise (частично)

## Образец
IT comes not in such wise as she had deemed,
Else might she still have clung to her despair.
More tender, grateful than she could have dreamed,
Fond hands passed pitying over brows and hair,
And gentle words borne softly through the air,
Calming her weary sense and wildered mind,
By welcome, dear communion with her kind….
Эмма Лазарус, Sympathy